# Rafael Ferrer i Fitó
Rafael Ferrer i Fitó (Sant Celoni, el Vallès Oriental, 22 de maig del 1911 - Barcelona, 26 de març del 1988) va ser compositor, violinista i director d'orquestra.

## Biografia
Rebé els primers ensenyaments musicals del seu pare, Josep Ferrer i Torres (1878-1952), fiscornaire d'anomenada, contrabaixista i trombonista. Fou també compositor de sardanes, exalumne de l'Escola de Música de Peralada, integrant de la cobla La Principal de Peralada juntament amb en Josep Serra, i fundador de la cobla La Lira de Sant Celoni.
A La Lira feu en Rafael de trombonista durant un any; del seu director, el mestre Figueres, rebé instrucció com a violinista. Amb 12 anys amplià els estudis de violí amb el professor Castillo i, més endavant, amb el mestre Toldrà. S'inscrigué a l'Escola Municipal de Música de Barcelona i rebé lliçons de solfeig d'en Lluís Millet, direcció d'orquestra d'Eduard Toldrà i harmonia, contrapunt i fuga de n'Enric Morera.
Es va establir definitivament a Barcelona el 1930. Exercí d'instrumentista a l'Orquestra Pau Casals (1931-1939), al Quartet Català, a l'Agrupació de Cambra i a Ràdio Associació de Catalunya. La seva carrera com a compositor de bandes sonores començà el 1940, quan s'incorporà als nounats Dibujos Animados Chamartín (vegeu més avall). Entrà a l'Orquestra Ciutat de Barcelona, on substituí en Ricard Lamote de Grignon com a subdirector i a l'Orquestra Municipal de Barcelona (1961) com a director interí quan en Toldrà plegà. També feu de professor i catedràtic de violí al Conservatori Municipal de Música de Barcelona, on ensenyà del 1969 al 1981. Des que es fundà, dirigí l'orquestra de Radio Nacional de España a Barcelona i, ocasionalment, moltes altres formacions (Orquestra Simfònica de Barcelona, Nacional de Madrid, Municipal de València, Sinfónica de Bilbao, la Societat de Concerts del Conservatori de Paris...).
Dirigí una Orquesta Sinfónica Española en gravacions de sarsueles fetes a Barcelona per la casa Odeón en els anys cinquanta. Intervingué en força altres gravacions com a director d'orquestres d'ocasió i/o com arranjador de les peces. A vegades, signà F. Delta o, algun cop, F.Dasca.

Va escriure vint-i-nou sardanes, les més conegudes de les quals possiblement són Portal de l'Àngel i, un mite de la seva època, Verd de pi, blau de mar. També fou autor de vuit peces de música per a cobla. 
| «               | La sardana és un cant que ha de ser especialment català; que ha de tenir el perfum català: que no ha de buscar en fonts d'inspiració, ni de tècnica, ni d'harmonia, ni de res que no sigui purament sortit d'aquí. No hi crec en aquestes sardanes que semblen altres músiques o que són fetes exclusivament perquè tinguin èxit entre els balladors. | » |
| — Rafael Ferrer | |   |

## Obres
- Concert en si menor, per a violí i orquestra (1950), premi extraordinari del Conservatori Superior de Música de Barcelona
- Foixianes: Ah, si amb levites de verda llustrina (1975), per a veu i piano, amb lletra de J.V. Foix
- Foixianes: Seguir, de nit, la mar (1975), per a veu i piano, amb lletra de J.V.Foix
- Impresiones de Andalucía: medianoche en el Sacromonte (1953), per a orquestra
- Parenostre de la fe, per a cor
- Retablo popular español: La tarde, la noche y el amanecer (1962), poema simfònic per a cor i orquestra, amb lletra de José María Tavera
- Romance de la fragua (1952), ballet
- Suite Mediterrània número 1, per a orquestra simfònica
- Una nit de Nadal: Suite sobre temes nadalencs per a cort mixt i orquestra de cambra.

Harmonització per a cor de cançons populars catalanes: Aquestes muntanyes, Josep fa gran festa, Muntanyes regalades, El noi de la mare, La pastoreta, En Pere Gallerí, El ram de la Passió. També harmonitzà cançons populars en castellà (Me casó mi madre, La viudita, Mambrú se fué a la guerra i moltes altres).

### Música de pel·lícules
- El aprendiz de clown (1967), dirigida per Manuel Esteba, interpretada per Charlie Rivel. Ha estat doblada amb el títol L'aprenent de clown
- Las aventuras de Pulgarcito (1942), curt d'animació dirigit per Salvador Mestres
- Cumbres luminosas (Montserrat) (1957), dirigida per Juan José Fogués
- Hola, señor Dios (1968), dirigida per Manuel Esteba. La pel·lícula ha estat doblada com a L'estel de Betlem.
- La isla mágica (1942), curt d'animació dirigit per Salvador Mestres
- Los monstruos del terror (1970), dirigida per Hugo Fregonese i Eberhard Meichsner. Ferrer va signar com a Rafael Fitó
- Rostro al mar (1950), dirigida per Carlos Serrano de Osma.
- Unas páginas en negro (1949), dirigida per Joan Fortuny

#### Música per a pel·lícules d'animació dels estudisDibujos Animados Chamartín
- Érase una vez... (La Cenicienta) (1950), llargmetratge dirigit per Alexandre Cirici Pellicer.

Curt-metratges dirigits per Francesc Tur i Jaume Baguñà: Don Cleque va de pesca (1941), Don Cleque detective, Don Cleque marinero (1942), Don Cleque de los monos, Don Cleque, flautista (1943), Don Cleque en el Oeste (1944), Don Cleque y los indios (1945)
Curt-metratges dirigits per Josep Escobar: Civilón boxeador, Civilón en Sierra Morena, Civilón y la sirena, La sartén de Civilón (1942), El cascabel de Zapirón (1943), Los reyes magos de Pituco (1944), Civilón y el pirata Aguarrás (1944), Tambores de Fu-Aguarrás (1941).
Curt-metratges dirigits per Dibán (Enric Ferran): Garabatos Ramper (1942), Garabatos Belmonte, Garabatos Mickey Rooney, Garabatos Oliver, Garabatos Turubut (1943), Garabatos Alady, Garabatos Claudette Colbert, Garabatos Freyre de Andrade, Garabatos Greta Garbo, Garabatos Imperio Argentina, Garabatos José Nieto, Garabatos Valeriano León (1944), Garabatos Lepe, Garabatos Manolete (1945)

### Música per a cobla
- Adéu Quim (1957), en la mort de Joaquim Serra, també amb el títol In memoriam - Quim Serra, adéu!
- Camí enllà... (1982), suite en tres temps
- De la terra, del mar: un cant a Barcelona (1980), per a dos cors i cobla augmentada, sobre un text de Miquel Costa i Llobera
- Imatges (1985), suite en tres moviments (El pla de la Calma, Dansa incerta, Aplec a l'ermita de Sant Ponç)
- Mediterrània - 3 (1976), poema, premi Pau Casals
- El Penedès (1961), ballet amb músiques de les danses del Penedès (castellers, bastons i moixiganga), per a cobla, timbales i percussió
- Retaule Berguedà (1960, rev. 1983), ballet amb les músiques de la Patum, per a cobla, timbales i percussió
- Tardorada (1979), poema dedicat a en Conrad Saló

#### Sardanes
- A un home bo (1984)
- Balada mediterrània (1975)
- Les campanes ens fan companyia (1963), amb lletra de Josep M. Espinàs, per a cor i cobla
- Catalunya sempre (1976), dedicada a la seva fillola Judith Ferrer
- Com una espiga (1948, rev. 1961 i 1983), dedicada al seu fill Rafael
- Déu vos guard, andorrans (1961)
- Endavant, sempre (1987), en el centenari de la Principal de la Bisbal
- Entre el Puig i la Tordera (1979), dedicada a la seva vila natal
- La filla d'en Joanó (1978, rev. 1983)
- Granet de blat (1974) dedicada a la seva neta Marina
- En Joanó (1947), dedicada al seu fill gran, Joan Sebastià
- Laiona (1978, rev. 1983) dedicada a la seva neta Eulàlia
- Mestre Pere (1987)
- Miana (1969), dedicada a la seva filla Mariàngela
- La noia dels ulls blaus (1947)
- La nou tendra (1947), dedicada a la seva esposa Teresa Coch
- Octubre (1963)
- En Pau, el noi (1979, rev. 1983)
- Portal de l'Àngel (1961)
- Rafael Quart (1981) dedicada al seu net Rafae
- Res no és mesquí (1986), per a cor mixt i tamborí, lletra de Joan Salvat-Papasseit
- El retorn (1984)
- Rosa d'Abril (1978)
- La sardana dels infants del món (1976), per a veus blanques i piano, amb lletra de Joan Alavedra
- Tendresa (1970), sardana curta, il·lustració a l'obra de Ruyra La vetlla dels morts
- Turó de l'Home (1985)
- Una plana riallera (1985)
- Vallderoure (1980)
- Verd de pi, blau de mar (1975), en el centenari de Juli Garreta